# Nos vemos en el camino
Nos vemos en el camino è il secondo album del gruppo musicale spagnolo El Sueño de Morfeo, pubblicato il 17 aprile 2007 dall'etichetta discografica Globomedia Music.
Sono state estratte come singoli le canzoni Para toda la vida, Demasiado tarde, Chocar (duetto con il cantante italiano Nek) e Nada es suficiente.

## Tracce
1. Nos vemos en el camino
2. Nada es suficiente
3. Un túnel entre tu y yo
4. Para toda la vida - 3:58
5. Chocar (con Nek)
6. Demasiado tarde
7. En un Rincón
8. Ciudades perdidas
9. Entérate ya
10. No me dejes
11. Dentro de ti
12. Mi columna de opinión
13. Capítulo II
14. Sonrisa Especial (Bonus Track)

## Classifiche
| Paese  | Posizione massima |
| ------ | ----------------- |
| Spagna | 2                 |